# تی‌اس‌اس امپایر بینگ
تی‌اس‌اس امپایر بینگ (به انگلیسی: TSS Empire Byng) یک کشتی بود که طول آن ۴۵۱ فوت ۳ اینچ (۱۳۷٫۵۴ متر) بود. این کشتی در سال ۱۹۴۴ ساخته شد.